# Blue Beetle
Blue Beetle è un personaggio immaginario dei fumetti. Venne pubblicato negli Stati Uniti d'America da diverse case editrici a partire dal 1940. Blue Beetle è un supereroe che ha avuto nel tempo diversi alter ego.

## Storia editoriale
La prima versione del personaggio era l'alter ego di Dan Garrett, ed esordì nella serie Mystery Men Comics n. 1 (agosto 1939) della Fox Comics, disegnato da Charles Nicholas Wojtkowski (con lo pseudonimo Charles Nicholas), sebbene Grand Comics Database assegnò a Will Eisner il ruolo di sceneggiatore, gli eredi di Wojtkowski, un altro disegnatore,Charles Nicholas Cuidera che ha disegnato le storie di Blue Beetle in seguito, ha dichiarato di essere stato il creatore. Gli storici del fumetto attribuiscono la paternità del personaggio a Wojtkowski.
È stato il protagonista di una serie di fumetti, di una striscia a fumetti e di una serie radiofonica, ma come la maggior parte dei supereroi della Golden age, finì nel dimenticatoio negli anni cinquanta. La serie di fumetti ebbe alcune anomalie nella pubblicazione: 19 numeri, dal n. 12 al n. 30, furono pubblicati dalla Holyoke Publishing; la frequenza di uscita del fumetto variò nel corso del tempo e ci furono dei "vuoti" in cui non furono pubblicati dei numeri (soprattutto all'inizio del 1947 e tra il 1948 e il 1950).
Alla metà degli anni cinquanta, la Fox Comics chiuse i battenti e vendette i diritti di Blue Beetle alla Charlton Comics che pubblicò poche avventure sporadiche del personaggio della Golden Age prima di rinnovarlo nel 1966. In questa versione rivista di Dan Garrett, egli è un archeologo che trova un artefatto magico egiziano, rassomigliante a uno scarabeo. Charlton tentò per tre volte di usare il personaggio come protagonista di una serie omonima. Due dei tentativi mantennero la numerazione di un titolo precedente. Queste furono infine rimpiazzate con nuove testate che portarono avanti la numerazione.
La nuova serie ebbe breve durata, e nel 1967, la Charlton introdusse Ted Kord, uno studente di Dan Garrett che assunse l'identità di Blue Beetle dopo la morte di Garrett. Kord era un supereroe ma anche un inventore, che usava una gran varietà di gadget. Venne venduto nel 1983 alla DC Comics e da allora è apparso con diversi gruppi di supereroi, compresa la Justice League.
Nel 2006, la DC ha introdotto un nuovo Blue Beetle, il teenager Jaime Reyes i cui poteri derivano dallo scarabeo, ora mostrato come un oggetto di un'avanzata tecnologia aliena.

## Biografia del personaggio
Blue Beetle è un poliziotto alle prime armi, che per combattere il crimine utilizza un equipaggiamento speciale, un costume a prova di proiettile (talvolta) e una "vitamina" che gli fornisce una super-forza, con l'aiuto di un vicino farmacista.

### Dan Garrett (1939 - 1966), Golden Age
Il primo Blue Beetle era un archeologo di nome Dan Garrett, che ottenne un numero di poteri sovrumani (super-forza, il volo e la capacità di generare un fulmine) da un mistico scarabeo che trovò durante uno scavo in Egitto, che era stato usato per imprigionare un malvagio Faraone mummificato.
Dan usò i suoi poteri per combattere il crimine, ma quando rimase mortalmente ferito in battaglia, la sua eredità di Blue Beetle passò a un suo studente, Ted Kord, che divenne il secondo giustiziere a usare quel nome, ma non il mistico scarabeo.
Anni dopo Dan tornò dalla morte, sotto l'influenza malvagia dello scarabeo, ma fu sconfitto dal suo erede.

### Ted Kord (1966 - 2006), Silver Age
Figlio dell'industriale Thomas M. Kord ed erede della Kord Inc., Ted era uno studente brillante in diverse materie scientifiche, da adulto divenne un inventore di successo. Ted aveva uno zio, Jarvis, che era un criminale; quest'ultimo fu affrontato e sconfitto da uno dei professori di Ted, Dan Garret, alias il giustiziere Blue Beetle. Alla morte di questi, Ted decise di proseguirne l'opera, divenendo un supereroe e assumendone il nome. Allenò duramente il suo fisico. Usò le sue finanze e il suo ingegno per creare vari gadget da usare nella sua lotta al crimine, ad esempio il Blue Beetle Bug, un veicolo volante ultra tecnologico.
Ted divenne un membro della Justice League International, e lì incontrò quello che diverrà il suo più grande amico: Booster Gold. Beetle e Booster hanno lo stesso senso dell'umorismo, spesso fuori luogo e inappropriato. Spesso i due hanno escogitato vari modi per arricchirsi sfruttando il marchio della JLA ma non hanno creato nient'altro che guai.
Ted ha avuto per anni problemi di sovrappeso, ma grazie alla sua determinazione e all'allenamento di General Glory, li ha superati. Ha fatto per anni parte della League, ma quando il team affrontò Doomsday (colui che uccise Superman) Beetle fu colpito e cadde in coma.
Risvegliatosi, è divenuto una riserva della League, e si è dedicato agli affari della propria società.
Poco prima di Crisi infinita, Ted è stato ucciso da Maxwell Lord, ex coordinatore della JLA, divenuto al capo dell'organizzazione Checkmate: Lord rivela a Blue Beetle che il suo intento è quello di usare l'organizzazione per garantire che i meta umani, compresi i supereroi, siano tenuti sotto la sorveglianza e sotto il controllo da esseri umani. Lord dà a Beetle un ultimatum a iscriversi alla sua organizzazione; quando Kord si rifiuta, Lord lo uccide con un proiettile alla testa.
Il manto di Blue Beetle passa poi a Jaimie Reyes.

### Jaime Reyes (2006), Modern Age
Jaime vive a El Paso, Texas, con il padre, madre e sorella; suo padre possiede un'officina. Jaime si è offerto di aiutare il padre nel lavoro ma suo padre l'ha sempre invitato a concentrarsi sui suoi studi, e a godere della sua infanzia fino a quando fosse possibile. Jaime ha un acuto senso di responsabilità rivolto alla sua famiglia e ai suoi amici.
Lo scarabeo magico del primo Blue Beetle, da tutti considerato disperso, fu consegnato da Ted Kord al Mago Shazam; quando questi è morto (sostituito nel ruolo da Capitan Marvel) lo scarabeo scomparve dalla Roccia dell'eternità per riapparire sulla Terra, proprio ad El Paso, Texas, dove è stato raccolto da Jaime.
Non molto tempo dopo, apparve Booster Gold a casa di Jaime per recuperare lo scarabeo, ma scoprì che questi si era fuso nella spina dorsale di Jaime mentre il ragazzo dormiva.
Durante Crisi infinita, Jaime viene assunto da Booster per aiutare Batman nell'assalto al satellite Brother Eye (creato da Batman e divenuto in seguito senziente), dal momento che lo scarabeo è l'unica cosa che in grado di rilevarne la posizione. Utilizzando i poteri dello scarabeo, Jaime è stato in grado di trovare il satellite e indicarne la locazione al gruppo capeggiato da Batman, permettendo loro di sconfiggerlo.
Una volta sconfitto Brother Eye, Jaime è scomparso dalla nave, apparentemente teletrasportato lontano dallo scarabeo, che ha cercato di sfuggire a una delle Lanterne Verdi a bordo, John Stewart.
Jaime ha poi aiutato i Teen Titans nella loro lotta contro Lobo; al termine, sebbene Jaime è stato criticato per la sua mancanza di allenamento, i Titans gli hanno esteso l'invito a far loro visita e forse, un giorno, a far parte del team.
Appare inoltre nella serie Teen Titans: The Judas Contract.

## Altri media

### Cinema
Nel 2015 la Warner Bros. ha avviato lo sviluppo di un film dedicato a Blue Beetle, facente parte del DC Extended Universe. Jaime Reyes è il protagonista dell'omonimo film del 2023, interpretato da Xolo Maridueña.

### Animazione
Jaime Reyes appare nelle stagioni 2 e 3 di Young Justice e nel DC Animated Universe facendo parte dei Teen Titans

### Televisione
Blue Beetle appare nell'episodio 18 della decima stagione della serie televisiva Smallville.

### Videogiochi
- Blue Beetle è uno dei personaggi non giocabili presenti in DC Universe Online e uno dei personaggi giocabili presenti in Injustice 2.
- Jaime Reyes appare come personaggio sbloccabile in LEGO Batman 3: Gotham e oltre nel livello Una speranza blu.